# Общество македонских исследований
Общество Македонских Исследований (греч. Εταιρεία Μακεδονικών Σπουδών, сокращённо ΕΜΣ) — греческая организация, созданная с целью сбора и исследования любого языкового, археологического, исторического и фольклорного материала имеющего отношение к обширному географическому и историческому региону Македония.
Общество было создано 29 апреля 1939 года в столице Македонии, городе Фессалоники.
Управляется Советом директоров в 9 человек. С апреля 2006 года Совет директоров возглавил Николаос Мердзос, который оставался на этом посту до марта 2015 года, когда Совет возглавил Афанасиос Каратанасис.
За свою деятельность Общество отмечено греческими и иностранными наградами.
В частности Общество было награждено серебряной медалью Афинской академии и золотой медалью Салоникского муниципалитета.
Общество также располагает Библиотекой (1951) насчитывающей 70.000 томов книг, журналы, рукописи, газеты и карты
а также Картинной галереей (июнь 1975).
В качестве отдельного филиала Общества с 1953 года функционирует Фонд исследований полуострова Хемус (Ι.Μ.Χ.Α.)

## Дворцы Общества македонских исследований
8 февраля 1949 года король Греции Павел I, заложил первый камень первого дворца Общества и двумя годами позже, 19 ноября 1951 года, первый камень второго дворца (Β΄).
Работы по строительству третьего дворца (Γ΄), — который соединяет первый дворец (Α΄) с вторым дворцом (Β΄) — начались в феврале 1968 года. В зданиях располагаются все службы Общества. Во втором дворце (Β΄) расположен кинотеатр «Аристотелев» (Αριστοτέλειον), который арендует Национальный театр Северной Греции и картинная галерея, в то время как библиотека располагается в первом дворце (Α΄).

## Издательская деятельность
С 1940 года общество издавало журнал «Македоника» (Македонские), первым главным редактором которого был Антониос Сигалас
Общество издаёт большое количество книг и других публикаций всевозможной македонской тематики.